# باشگاه فوتبال فرایبورگر
فرایبورگر یک باشگاه فوتبال فوتبال آلمان است که در شهر فرایبورگ ایالت بادن-وورتمبرگ مستقر است. اف سی فرایبورگر یکی یکی از مؤسسین دی اف بی (اتحادیه فوتبال آلمان) در سال ۱۹۰۰ می‌باشد. همچنین در سال ۱۹۰۷ لیگ قهرمانی آلمان را بالای سر برده‌است.

## تاریخچه
دوران طلایی باشگاه همان دهه‌های ابتدایی تأسیس آن بود و بعد از آن موفقیت چشمگیری نداشت. در سال ۲۰۰۹، این باشگاه به لیگ منطقه ای آلمان سقوط کرد.

## افتخارات

### لیگ
- لیگ قهرمانی آلمان
  - قهرمان (۱بار): ۱۹۰۷
- لیگ قهرمانی جنوب آلمان
  - قهرمان (۲بار): ۱۸۹۸، ۱۹۰۷

این باشگاه سابقه قهرمانی در لیگ آلمان (لیگ قدیم) و لیگ‌های منطقه ای این کشور را دارد.

## فعالیت‌ها
این باشگاه با تیم فوتبال گیلدفورد سیتی ارتباطات محکمی دارد، به این دلیل که گیلدفورد شهر خواهرخوانده فرایبورگ است و بنابراین فرایبورگر اخبار و نتایج باشگاه یاد شده را در وب سایت خود منتشر می‌کند.